# Tycho de Hofman
Pour les articles homonymes, voir Hofman.
Tycho de Hofman, né le 15 décembre 1714 à Skerrildgård (da) et mort le 14 février 1754 à Copenhague, est un biographe danois.

## Biographie
Il est connu pour avoir publié en 1746 en deux volumes l'ouvrage Portraits historiques des hommes illustres de Danemark.